# Kryptonesticus dimensis
Espèce
Synonymes
- Nesticus dimensis López-Pancorbo, Kunt & Ribera, 2013

Kryptonesticus dimensis est une espèce d'araignées aranéomorphes de la famille des Nesticidae.

## Distribution
Cette espèce est endémique de la province d'Antalya en Turquie,. Elle se rencontre à Alanya à 189 m d'altitude dans la grotte Dim Mağarası.

## Description
Le mâle holotype mesure 2,45 mm et la femelle paratype 2,60 mm.

## Étymologie
Son nom d'espèce, composé de dim et du suffixe latin -ensis, « qui vit dans, qui habite », lui a été donné en référence au lieu de sa découverte, la grotte Dim Mağarası.

## Publication originale
- López-Pancorbo, Kunt, Blagoev, Deltshev & Ribera, 2013 : Nesticus dimensis new species, a new troglobitic spider from Turkey (Araneae, Nesticidae), with comments on its phylogenetic relationships. Zootaxa, no 3721, p. 183-192.